# Вьюрковые жаворонки
Вьюрковые жаворонки (лат. Ammomanes) — род воробьиных птиц из семейства жаворонковых (Alaudidae).

## Классификация
Международный союз орнитологов относит к роду 3 вида:
- Ammomanes cinctura (Gould, 1839) — Чернохвостый вьюрковый жаворонок[1]
- Ammomanes deserti (Lichtenstein, 1823) — Пустынный жаворонок, или пустынный вьюрковый жаворонок
- Ammomanes phoenicura (Franklin, 1831) — Рыжехвостый вьюрковый жаворонок[1]

Ещё два вида, ранее относимых к вьюрковым жаворонкам, выделены в самостоятельные роды: намибийский вьюрковый жаворонок (Ammomanopsis grayi) и малый вьюрковый жаворонок (Eremalauda dunni).